# Chango-da-montanha
O chango-da-montanha  (Redunca fulvorufula) é um antílope africano.